# اهاسن
اهاسن (به آلمانی: Ahausen) یک شهر در آلمان است که در نیدرزاکسن واقع شده‌است.

## خصوصیات
اهاسن ۳۴٫۴۱ کیلومترمربع مساحت دارد ۲۵ متر بالاتر از سطح دریا واقع شده‌است.